# La Brévine
La Brévine – miejscowość i gmina w zachodniej Szwajcarii, w kantonie Neuchâtel. Z powodu niskich temperatur w okresie zimowym, gmina nazywana jest "Szwajcarską Syberią". W 1987 r. odnotowano tutaj najniższą temperaturę całego kraju wynoszącą −41,8 °C.

## Historia
Miejscowość w 1304 roku została pierwszy raz wzmiankowana pod nazwą Chaul de Estaleres.

## Demografia
W La Brévine mieszka 613 osób. W 2021 roku 5,7% populacji gminy stanowiły osoby urodzone poza Szwajcarią. 

## Transport
Przez teren gminy przebiega droga główna nr 149. 